# Vinh Phuc
Vinh Phuc (vietnamita: Vĩnh Phúc) é uma província do Vietnã.